# Arbetarhistoria
Arbetarhistoria är en tidskrift som ges ut kvartalsvis av Arbetarrörelsens arkiv och bibliotek. 
Tidskriften innehåller artiklar om arbetarrörelsens och arbetslivets historia samt rapporterar om pågående forskning. Dessutom publicerar tidskriften recensioner och presenterar nyutkommen litteratur och källmaterial ur ARAB:s samlingar. 
Arbetarhistoria vänder sig till den historieintresserade allmänheten och den akademiska forskningen. Tidskriften började utkomma 1977 under namnet Meddelande från Arbetarrörelsens arkiv och bibliotek (MARAB). Sedan 1984 heter den Arbetarhistoria. 